# Мундуспаева, Джергал
Джергал Мундуспаева (род. 8 марта 1935 года, пос. Кой-Таш, Аламединский район) — доярка племзавода имени Стрельниковой Кантского района Киргизской ССР, Герой Социалистического Труда (1966).

## Биография
В 1958 году устраивается на работу дояркой племенного завода имени Стрельникова Аламудунского района. В 1965 году Джергал достигает производства молока от каждой из закрепленных за неё 20 молочных коров по 4624 кг с каждой, за что её было присвоено звание Героя Социалистического Труда указом Президиума Верховного Совета СССР от 22.03.1966.
В 1967—1971 гг. — депутат Верховного Совета Кыргызской ССР.
Награждена орденами Ленина, Октябрьской Революции, Трудового Красного Знамени, «Знак Почета», медалями ВДНХ.
Лауреат Государственной премии СССР за выдающиеся достижения в труде (1974).
Проживала в родном посёлке.

## Использованная литература
- «Кыргызстан» улуттук энциклопедиясы: 5-том. Башкы редактору Асанов Ү. А. К 97. Б.: Мамлекеттик тил жана энциклопедия борбору, 2014. илл. ISBN 9789967141117